# Dhonanfushi
Dhonanfushi est une petite île inhabitée des Maldives. 

## Géographie
Dhonanfushi est située dans le centre des Maldives, au Nord-Est de l'atoll Kolhumadulu, dans la subdivision de Thaa. 